# Walter Lurgenstein
Walter Lurgenstein (* 17. November 1906 in Koblenz; † 13. November 1964) war ein deutscher Politiker (SPD).

## Leben und Beruf
Nach dem Besuch der Volksschulen in Koblenz und Husum bildete sich Lurgenstein 1929/30 an der Arbeitervolkshochschule in Harrisleefeld fort und arbeitete anschließend als Schneider. Er wurde nach der Machtübernahme der Nationalsozialisten kurzzeitig in „Schutzhaft“ genommen, dann mit einem Berufsverbot belegt und unter Polizeiaufsicht gestellt. Vorübergehend war er arbeitslos, ehe er 1935 zum Filmvorführer umschulte. Von 1940 bis 1945 nahm er als Soldat am Zweiten Weltkrieg teil.

## Partei
Lurgenstein schloss sich 1919 der Sozialistischen Arbeiter-Jugend (SAJ) an und war später SAJ-Vorsitzender in Husum. 1925 trat er in die SPD ein, die 1933 von den Nationalsozialisten verboten wurde. Nach 1945 schloss er sich erneut den Sozialdemokraten an, für die er seit März 1946 als hauptamtlicher Kreis- und Unterbezirkssekretär arbeitete. Er war von 1947 bis 1950 Vorsitzender des SPD-Kreisverbandes Husum, gehörte von 1957 bis 1964 dem Bezirksvorstand an und wurde in den Landesvorstand der SPD Schleswig-Holstein gewählt.

## Abgeordneter
Lurgenstein war 1946 ernanntes Mitglied des Zehnerrates der Stadt Husum und wurde 1948 in den Kreistag des Kreises Husum gewählt. Dem Schleswig-Holsteinischen Landtag gehörte er von 1958 bis zu seinem Tode an.